# Østfrontmedaljen
Østfrontmedaljen var en tysk militær udmærkelse under 2. verdenskrig.
Den blev indført i vinteren 1941/1942 og blev tildelt de soldater, der mellem den 15. november 1941 og 26. april 1942 deltog i langvarige vinterkampe på østfronten. Medaljen blev uddelt første gang den 26. maj 1942. Ordenen blev populært kaldt for "Gefrierfleischorden" - Koldbrandsmedaljen.

## Dansk modtagelse
Det er ukendt, hvor mange medaljer, der blev uddelt til danskere i tysk tjeneste. Enkelte danskere, der havde meldt sig til Waffen-SS før Frikorps Danmarks tid, deltog i vinterkampene på østfronten og fik  medaljen.